# Lips (Muppet)
Lips is een handpop uit de Amerikaanse komische poppenserie The Muppet Show. Hij is herkenbaar aan zijn gele afrokapsel en sik, zijn roze neus en zijn immer dichtgeknepen ogen. Lips is de trompettist van de rockband Dr. Teeth and the Electric Mayhem.
Lips, die gespeeld wordt door Steve Whitmire, werd toegevoegd aan de band in het laatste seizoen van The Muppet Show. Zijn naam refereert uiteraard aan het feit dat trompettisten hun lippen gebruiken om hun instrument te bespelen. In het programma kwam Lips slechts een enkele keer in beeld; dialoog had hij vrijwel nooit. Wel kwam hij gedurende het gehele vijfde seizoen voor in de begin- en de eindtune.
De pop werd in de eerste plaats gemaakt zodat nieuwe Muppet-speler Whitmire zijn eigen personage had in de band. Het personage is echter nooit echt verder ontwikkeld. Dit is onder andere te wijten aan het feit dat Whitmire tijdens The Muppet Show nog geen doorgewinterde poppenspeler was en daardoor onzeker was over het spelen van het personage. Daarnaast gaf hij Lips een Louis Armstrong-achtige stem en men was er destijds niet zeker over of het als belediging zou kunnen worden opgevat als een blanke dit deed.
The Muppet Christmas Carol uit 1992 was jarenlang de laatste film waarin Lips was te zien. Voor de bioscoopfilm The Muppets uit 2011 werd een aantal Muppets herbouwd die al jaren niet te zien waren geweest in producties, zoals Uncle Deadly, Wayne en Wanda, alsook Lips. 